# Ryan Berube
Pour les articles homonymes, voir Berube.
Ryan Berube (né le 26 décembre 1973 à Tequesta) est un nageur américain. Lors des Jeux olympiques d'été de 1984 disputés à Atlanta il remporte la médaille d'or au relais 4 x 200 m nage libre.

## Palmarès
- médaille d'or au relais 4 x 200 m nage libre aux Jeux olympiques d'Atlanta en 1996
- médaille d'or au relais 4 x 200 m nage libre aux Jeux panaméricains de 1995